# スペインの世界遺産
スペインの世界遺産は、ユネスコの世界遺産に登録されているスペイン国内の文化・自然遺産の一覧。

## 分類別

### 文化遺産
| 画像 | 登録名                                                                                  | 登録年                | 登録基準           | ID   | 備考                                                                                     |
| ---- | --------------------------------------------------------------------------------------- | --------------------- | ------------------ | ---- | ---------------------------------------------------------------------------------------- |
|      | コルドバ歴史地区                                                                        | 1984年 （1994年拡大） | (1), (2), (3), (4) | 313  | 無形文化遺産の「コルドバのパティオ祭り」と関連。                                         |
|      | グラナダのアルハンブラ、ヘネラリーフェ、アルバイシン                                    | 1984年 （1994年拡大） | (1), (3), (4)      | 314  |                                                                                          |
|      | ブルゴス大聖堂                                                                          | 1984年                | (2), (4), (6)      | 316  |                                                                                          |
|      | マドリードのエル・エスコリアル修道院とその遺跡                                          | 1984年                | (1), (2), (6)      | 318  |                                                                                          |
|      | アントニ・ガウディの作品群                                                              | 1984年 （2005年拡大） | (1), (2), (4)      | 320  |                                                                                          |
|      | アルタミラ洞窟とスペイン北部の旧石器洞窟美術                                            | 1985年 （2008年拡大） | (1), (3)           | 310  |                                                                                          |
|      | セゴビア旧市街と水道橋                                                                  | 1985年                | (1), (3), (4)      | 311  |                                                                                          |
|      | オビエド歴史地区とアストゥリアス王国の建造物群                                          | 1985年 （1998年拡大） | (1), (2), (4)      | 312  |                                                                                          |
|      | サンティアゴ・デ・コンポステーラ（旧市街）                                              | 1985年                | (1), (2), (6)      | 347  |                                                                                          |
|      | アビラ旧市街と市壁外の教会                                                              | 1985年                | (3), (4)           | 348  |                                                                                          |
|      | アラゴンのムデハル様式の建築物                                                          | 1986年 （2001年拡大） | (4)                | 378  |                                                                                          |
|      | 古都トレド                                                                              | 1986年                | (1), (2), (3), (4) | 379  |                                                                                          |
|      | カセレス旧市街                                                                          | 1986年                | (3), (4)           | 384  |                                                                                          |
|      | セビリャの大聖堂、アルカサル、インディアス古文書館                                      | 1987年                | (1), (2), (3), (6) | 383  | ユネスコ記憶遺産の「トルデシリャス条約」（ポルトガルと共有）に関連。                     |
|      | サラマンカの旧市街                                                                      | 1988年                | (1), (2), (4)      | 381  |                                                                                          |
|      | ポブレー修道院                                                                          | 1991年                | (1), (4)           | 518  |                                                                                          |
|      | メリダの遺跡群                                                                          | 1993年                | (3), (4)           | 664  |                                                                                          |
|      | サンタ・マリア・デ・グアダルーペ王立修道院                                              | 1993年                | (4), (6)           | 665  |                                                                                          |
|      | サンティアゴ・デ・コンポステーラの巡礼路 : カミーノ・フランセスとスペイン北部の巡礼路群 | 1993年                | (2), (4), (6)      | 669  | フランスの世界遺産「フランスのサンティアゴ・デ・コンポステーラの巡礼路」と連続性を持つ。 |
|      | 歴史的城塞都市クエンカ                                                                  | 1996年                | (2), (5)           | 781  |                                                                                          |
|      | バレンシアのラ・ロンハ・デ・ラ・セダ                                                    | 1996年                | (1), (4)           | 782  |                                                                                          |
|      | ラス・メドゥラス                                                                        | 1997年                | (1), (2), (3), (4) | 803  |                                                                                          |
|      | バルセロナのカタルーニャ音楽堂とサン・パウ病院                                          | 1997年                | (1), (2), (4)      | 804  |                                                                                          |
|      | サン・ミジャンのユソ修道院とスソ修道院                                                  | 1997年                | (2), (4), (6)      | 805  |                                                                                          |
|      | コア渓谷とシエガ・ベルデの先史時代の岩絵遺跡群                                          | 1998年 （2010年拡大） | (1), (3)           | 866  | ポルトガルと共有（スペイン領内の登録は2010年）。                                         |
|      | イベリア半島の地中海沿岸の岩絵                                                          | 1998年                | (3)                | 874  |                                                                                          |
|      | アルカラ・デ・エナーレスの大学と歴史地区                                                | 1998年                | (2), (4), (6)      | 876  |                                                                                          |
|      | サン・クリストバル・デ・ラ・ラグーナ                                                    | 1999年                | (2), (4)           | 929  |                                                                                          |
|      | タラゴナの遺跡群                                                                        | 2000年                | (2), (3)           | 875  |                                                                                          |
|      | エルチェの椰子園                                                                        | 2000年                | (2), (5)           | 930  | 無形文化遺産の「エルチェの神秘劇」と関連。                                               |
|      | ルーゴのローマ城壁                                                                      | 2000年                | (4)                | 987  |                                                                                          |
|      | バル・デ・ボイのカタルーニャ風ロマネスク様式教会群                                      | 2000年                | (2), (4)           | 988  |                                                                                          |
|      | アタプエルカの考古遺跡                                                                  | 2000年                | (3), (5)           | 989  |                                                                                          |
|      | アランフエスの文化的景観                                                                | 2001年                | (2), (4)           | 1044 |                                                                                          |
|      | ウベダとバエサのルネサンス様式の記念碑的建造物群                                        | 2003年                | (2), (4)           | 522  |                                                                                          |
|      | ビスカヤ橋                                                                              | 2006年                | (1), (2)           | 1217 |                                                                                          |
|      | ヘラクレスの塔                                                                          | 2009年                | (3)                | 1312 |                                                                                          |
|      | トラムンタナ山脈の文化的景観                                                            | 2011年                | (2), (4), (5)      | 1371 |                                                                                          |
|      | 水銀の遺産アルマデンとイドリヤ                                                          | 2012年                | (2), (4)           | 1313 | スロベニアと共有。スペインは構成資産12件のうち、5件を保有。                              |
|      | アンテケラのドルメン遺跡                                                                | 2016年                | (1), (3), (4)      | 1501 |                                                                                          |
|      | カリフ都市メディナ・アサーラ                                                            | 2018年                | (3), (4)           | 1560 |                                                                                          |
|      | リスコ・カイドとグラン・カナリア島の聖なる山々の文化的景観                              | 2019年                | (3), (5)           | 1578 |                                                                                          |
|      | プラド通りとブエン・レティーロ、芸術と科学の景観                                        | 2021年                | (2), (4), (6)      | 1618 |                                                                                          |
|      | メノルカ島のタラヨティック文化遺跡                                                      | 2023年                | (3), (4)           | 1528 |                                                                                          |

### 自然遺産
| 画像 | 登録名                                               | 登録年                                | 登録基準       | ID   | 備考               |
| ---- | ---------------------------------------------------- | ------------------------------------- | -------------- | ---- | ------------------ |
|      | ガラホナイ国立公園                                   | 1986年                                | (7), (9)       | 380  |                    |
|      | ドニャーナ国立公園                                   | 1994年 （2005年拡大）                 | (7), (9), (10) | 685  |                    |
|      | テイデ国立公園                                       | 2007年                                | (7), (8)       | 1258 |                    |
|      | カルパティア山脈とヨーロッパ各地の古代及び原生ブナ林 | 2007年 （2011年・2017年・2021年拡大） | (9)            | 1133 | ほか17カ国と共有。 |

### 複合遺産
| 画像 | 登録名                   | 登録年                | 登録基準                 | ID  | 備考             |
| ---- | ------------------------ | --------------------- | ------------------------ | --- | ---------------- |
|      | ピレネー山脈のペルデュ山 | 1997年 （1999年拡大） | (3), (4), (5), (7), (8)  | 773 | フランスと共有。 |
|      | イビサ、生物多様性と文化 | 1999年                | (2), (3), (4), (9), (10) | 417 |                  |

## 地域別
アンダルシア州
- コルドバ歴史地区 - (1984年、1994年拡大、文化遺産)
  - メスキータ
  - ローマ橋（英語版）
  - アルカサル (コルドバ)　など
- グラナダのアルハンブラ、ヘネラリーフェ、アルバイシン - (1984年、1994年、文化遺産)
  - アルハンブラ宮殿
  - ヘネラリフェ宮殿
  - アルバイシン地区
- セビリアの大聖堂、アルカサル、インディアス古文書館 - (1987年、文化遺産)
- ドニャーナ国立公園 - (1994年、自然遺産)
- ウベダとバエサのルネサンス様式の記念碑的建造物群 - (2003年、文化遺産)
- アンテケラのドルメン遺跡（2016年、文化遺産）
  - メンガ支石墓
  - ビエラ支石墓
  - エル・ロメラル遺跡
  - トルカル・デ・アンテケーラ

- カリフ都市メディナ・アサーラ

アラゴン州
- アラゴンのムデハル様式の建築物 - (1986年、2001年拡大、文化遺産)
  - サンタ・マリア大聖堂（英語版）（テルエル）
  - サン・ペドロ教会（英語版）（テルエル）
  - サン・マルティン塔（英語版）（テルエル）
  - エル・サルバドール教会（英語版）（テルエル）
  - サンタ・マリア教会（英語版）（カラタユー）
  - サンタ・テクラ教区教会（セルベラ・デ・ラ・カニャーダ）
  - サンタ・マリア教会（トベド）
  - アルハフェリア宮殿（サラゴサ）
  - サン・ペドロ教会（英語版）（サラゴサ）
  - ラ・セオ（英語版）（サラゴサ）
- ピレネー山脈のペルデュ山 - (1997年、1999年拡大、フランスと共同、複合遺産)

アストゥリアス州

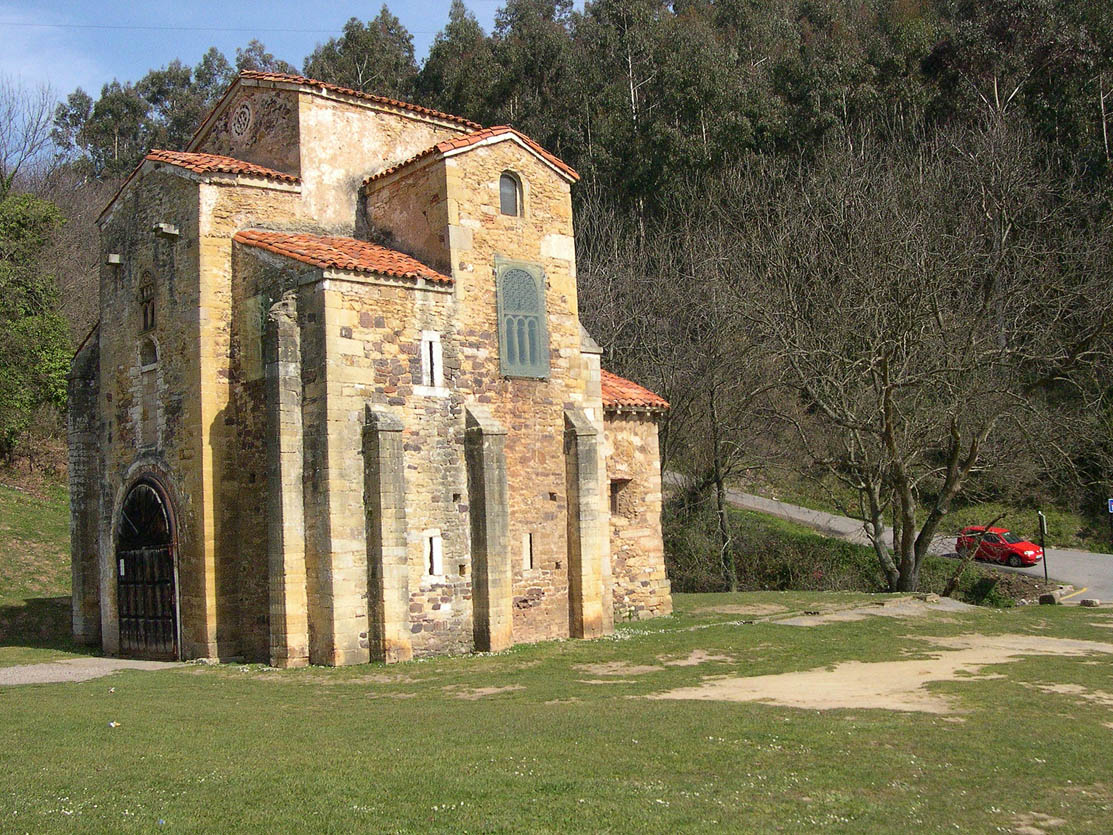
サン・ミゲル・デ・リーリョ教会

- オビエドとアストゥリアス王国の建造物群（英語版） - (1985年、1998年拡大、文化遺産)
  - サン・ミゲル・デ・リーリョ教会（スペイン語版）
  - サンタ・マリーア・デル・ナランコ教会（スペイン語版）
  - サンタ・クリスティーナ・デ・レーナ教会（スペイン語版）
  - カマラ・サンタ・デ・オビエド（スペイン語版）
  - サン・フリアン・デ・ロス・プラドース教会（スペイン語版）
  - フォンカラーダの泉（スペイン語版）

バレアレス諸島州
- イビサの生物多様性と文化 - (1999年、複合遺産、文化遺産)
- トラムンタナ山脈の文化的景観 - （2011年、文化遺産）

バスク州
- ビスカヤ橋 - (2006年、文化遺産)

カナリア諸島州
- ガラホナイ国立公園 - (1986年、自然遺産)
- サン・クリストバル・デ・ラ・ラグーナ - (1999年、文化遺産)
  - ヌエストラ・セニョーラ・デ・ロス・レメディオス大聖堂（英語版）
  - コンセプシオン教会（英語版）
  - アデランタド広場（英語版）
  - レルカロ邸（英語版）
  - ラ・ラグーナのキリスト王立礼拝堂（英語版）

- リスコ・カイド（スペイン語版）とグラン・カナリア島の聖なる山々の文化的景観

カスティーリャ＝ラ・マンチャ州
- 古都トレド - (1986年、文化遺産)
  - サンタ・マリア・ラ・ブランカ教会
  - トランシト教会
  - サン・フアン・デ・ロス・レイェス修道院
  - トレド大聖堂
- 歴史的城塞都市クエンカ - (1996年、文化遺産)
- 水銀の遺産アルマデンとイドリヤ - （2012年、文化遺産）
  - アルマデン

カスティーリャ・イ・レオン州

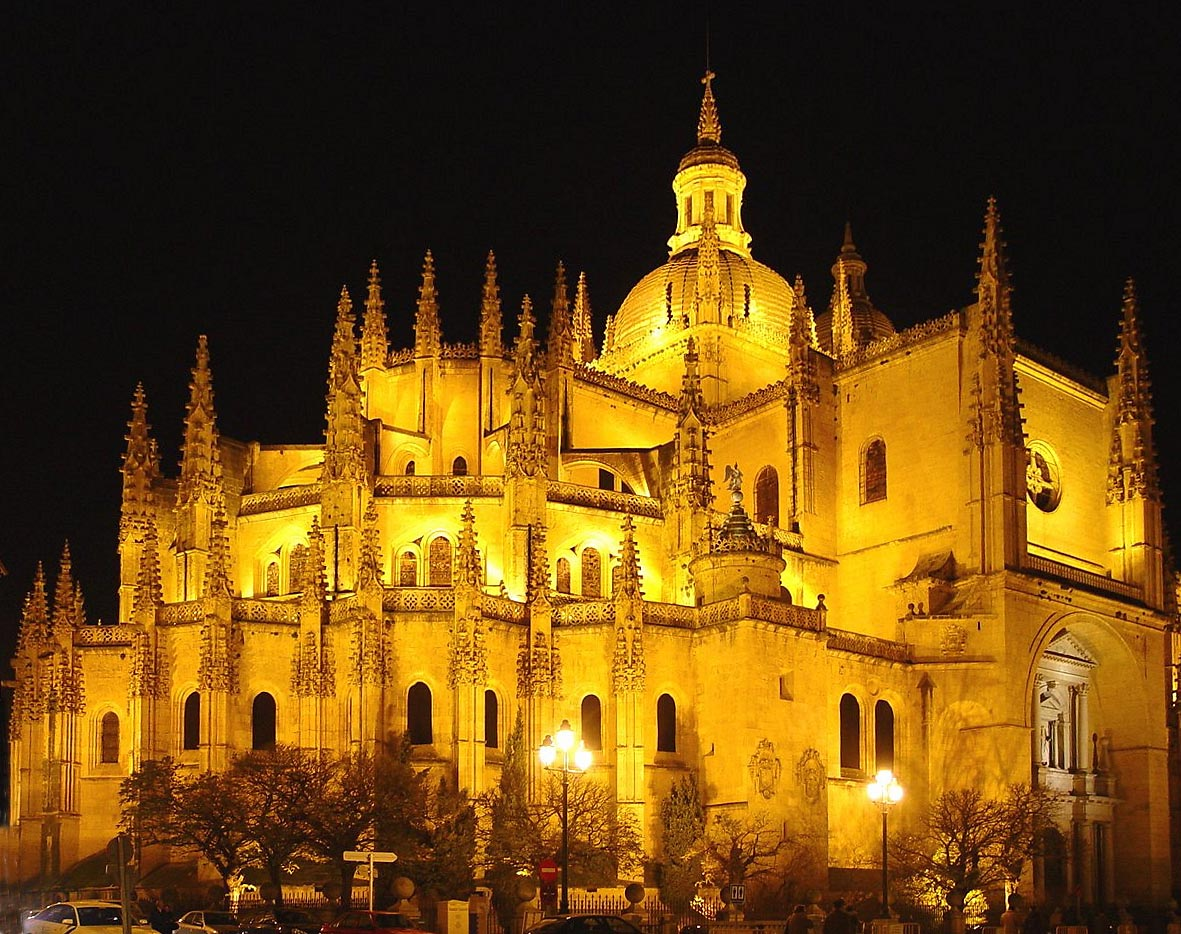
セゴビア大聖堂

- ブルゴス大聖堂 - (1984年、文化遺産)
- セゴビア旧市街と水道橋 - (1985年、文化遺産)
- アビラ旧市街と市壁外の教会群 - (1985年、文化遺産)
- サラマンカの旧市街 - (1988年、文化遺産)
  - サラマンカ大学
  - サラマンカ新大聖堂
  - サラマンカ旧大聖堂（英語版）
  - マヨール広場　など
- ラス・メドゥラス - (1997年、文化遺産)
- アタプエルカの考古遺跡 - (2000年、文化遺産)

カタルーニャ州
- アントニ・ガウディの作品群 - (1984年、文化遺産)
  - グエル邸（英語版）
  - グエル公園
  - カサ・ミラ
  - サグラダ・ファミリア
  - カサ・バトリョ
  - カサ・ビセンス
  - コロニア・グエル教会
- バルセロナのカタルーニャ音楽堂とサン・パウ病院 - (1997年、文化遺産)
- ポブレー修道院 - (1991年、文化遺産)
- タラゴナの考古遺産群 - (2000年、文化遺産)
- バル・デ・ボイのカタルーニャ・ロマネスク様式教会群 - (2000年、文化遺産)
  - サント・フェリウ・デ・バルエラ教会（カタルーニャ語版）
  - サント・ジョアン・デ・ボイ教会（カタルーニャ語版）
  - サンタ・マリーア・デ・タウル教会（カタルーニャ語版）
  - サンタ・マリーア・デ・アスンシオ・デ・コル教会（カタルーニャ語版）（聖母被昇天教会）
  - サンタ・マリーア・デ・カルデト教会
  - ナティビタート・デ・マーレ・デ・デウ・デ・ドゥーロ教会（カタルーニャ語版）（聖母生誕教会）
  - サント・キルク・デ・ドゥーロ教会（カタルーニャ語版）
  - サンタ・エウラリア・デリル・ラ・バル教会（カタルーニャ語版）

エストレマドゥーラ州
- カセレス旧市街 - (1986年、文化遺産)
  - カルバハル家の邸宅
  - サンタ・マリア聖堂　など
- サンタ・マリア・デ・グアダルーペ王立修道院 - (1993年、文化遺産)
- メリダの考古遺産群 - (1993年、文化遺産)

ガリシア州
- サンティアゴ・デ・コンポステーラ旧市街 - (1985年、文化遺産)
  - サンティアゴ・デ・コンポステーラ大聖堂　など
- ルーゴのローマ城壁 - (2000年、文化遺産)
- ヘラクレスの塔 - (2009年、文化遺産)

ラ・リオハ州
- サン・ミジャンのユソ修道院とスソ修道院 - (1997年、文化遺産)
  - ユソ修道院（スペイン語版）
  - スソ修道院（スペイン語版）

マドリード州
- マドリードのエル・エスコリアルの修道院と王室用地 - (1984年、文化遺産)
- アルカラ・デ・エナレスの大学と歴史地区 - (1998年、文化遺産)
- アランフエスの文化的景観 - (2001年、文化遺産)
- プラド通りとブエン・レティーロ、芸術と科学の景観 - (2021年、文化遺産)

バレンシア州
- バレンシアのラ・ロンハ・デ・ラ・セダ - (1996年、文化遺産)
- エルチェの椰子園 - (2000年、文化遺産)

複数の州
- サンティアゴ・デ・コンポステーラの巡礼路 - (1993年、文化遺産)

州と県：ナバーラ州、アラゴン州（ウエスカ県）、ラ・リオハ州、カスティーリャ・イ・レオン州（ブルゴス県、パレンシア県、レオン県）、ガリシア州（ルーゴ県、ア・コルーニャ県）
おもな都市：ハカ、パンプローナ、ログローニョ、ブルゴス、レオン、ポンフェラーダ、サンティアゴ・デ・コンポステーラ
- イベリア半島の地中海沿岸の岩絵 - (1998年、文化遺産)

州と県：カタルーニャ州（バルセロナ県、リェイダ県、タラゴナ県）、アンダルシア州（アルメリア県、グラナダ県、ハエン県）、バレンシア州（アリカンテ県、カステリョン県）、ムルシア州、アラゴン州（ウエスカ県、サラゴサ県、テルエル県）、カスティーリャ＝ラ・マンチャ州（アルバセーテ県、クエンカ県、グアダラハラ県）
- アルタミラ洞窟とスペイン北部の旧石器洞窟美術 - (1985年、文化遺産)

州と県 : カンタブリア州、アストゥリアス州、バスク州（ビスカヤ県、ギプスコア県）